# 조제 알타피니
조제 주앙 알타피니(José João Altafini, 1938년 7월 24일 ~ )는 브라질에서 마촐라(Mazzola)라는 이름으로도 불리는(이탈리아의 전 축구 선수 발렌티노 마촐라를 닮은 것으로 알려짐), 브라질과 이탈리아의 전 축구 선수이다. 현역 시절 포지션은 스트라이커였다.
그는 세리에 A에서 216골을 기록하며 주세페 메아차와 함께 세리에 A 통산 득점 순위 4위이며, 세리에 A 역사상 5번째로 어린 나이에 통산 100골을 기록하였다 (24세 239일).
그는 1958년 FIFA 월드컵에서 브라질 대표팀으로 참여하여 월드컵 우승을 경험하였고, 1962년 FIFA 월드컵에서는 이탈리아 대표팀으로 참여하였다.